# Cierges-sous-Montfaucon
Cierges-sous-Montfaucon – miejscowość i gmina we Francji, w regionie Grand Est, w departamencie Moza.
Według danych na rok 1990 gminę zamieszkiwały 64 osoby, a gęstość zaludnienia wynosiła 7 osób/km² (wśród 2335 gmin Lotaryngii Cierges-sous-Montfaucon plasuje się na 981. miejscu pod względem liczby ludności, natomiast pod względem powierzchni na miejscu 658.).